# Selkäsaari (ö i Norra Savolax, Inre Savolax, lat 62,50, long 27,31)
Selkäsaari är en ö i Finland. Den ligger i sjön Suontienselkä och Paasvesi och i kommunen Suonenjoki i den ekonomiska regionen  Inre Savolax ekonomiska region  och landskapet Norra Savolax, i den centrala delen av landet, 290 km nordost om huvudstaden Helsingfors. Öns area är 0,4 hektar och dess största längd är 80 meter i sydöst-nordvästlig riktning.